# Buddy O'Connor
Herbert William "Buddy" O'Connor, född 21 juni 1916 i Montreal, Quebec, död 24 augusti 1977, var en kanadensisk professionell ishockeyspelare. O'Connor spelade tio säsonger i NHL för Montreal Canadiens och New York Rangers åren 1941–1951.
Buddy O'Connor vann Stanley Cup två gånger med Montreal Canadiens säsongerna 1943–44 och 1945–46. Säsongen 1947–48 gjorde O'Connor 60 poäng på lika många matcher och slutade tvåa i poängligan, en poäng bakom Elmer Lach. För sin starka säsong tilldelades han Hart Memorial Trophy som ligans mest värdefulle spelare.
O'Connor valdes in i Hockey Hall of Fame 1988.

## Statistik
| 1941–42    | Montreal Canadiens | NHL        | 36  | 9   | 16  | 25  | 4  | 3  | 0  | 1  | 1  | 0 |
| 1942–43    | Montreal Canadiens | NHL        | 50  | 15  | 43  | 58  | 2  | 5  | 4  | 5  | 9  | 0 |
| 1943–44    | Montreal Canadiens | NHL        | 44  | 12  | 42  | 54  | 6  | 8  | 1  | 2  | 3  | 2 |
| 1944–45    | Montreal Canadiens | NHL        | 50  | 21  | 23  | 44  | 2  | 2  | 0  | 0  | 0  | 0 |
| 1945–46    | Montreal Canadiens | NHL        | 45  | 11  | 11  | 22  | 2  | 9  | 2  | 3  | 5  | 0 |
| 1946–47    | Montreal Canadiens | NHL        | 46  | 10  | 20  | 30  | 6  | 8  | 3  | 4  | 7  | 0 |
| 1947–48    | New York Rangers   | NHL        | 60  | 24  | 36  | 60  | 8  | 6  | 1  | 4  | 5  | 0 |
| 1948–49    | New York Rangers   | NHL        | 46  | 11  | 24  | 35  | 0  |    |    |    |    |   |
| 1949–50    | New York Rangers   | NHL        | 66  | 11  | 22  | 33  | 4  | 12 | 4  | 2  | 6  | 4 |
| 1950–51    | New York Rangers   | NHL        | 66  | 16  | 20  | 36  | 0  |    |    |    |    |   |
| NHL totalt | NHL totalt         | NHL totalt | 509 | 140 | 257 | 397 | 34 | 53 | 15 | 21 | 36 | 6 |